# Kalibuntu (Losari)
Kalibuntu is een bestuurslaag in het regentschap Brebes van de provincie Midden-Java, Indonesië. Kalibuntu telt 4688 inwoners (volkstelling 2010).